# James Burton
James Burton, född 21 augusti 1939 i Dubberly i Webster Parish, Louisiana, är en amerikansk gitarrist och medlem i Rock and Roll Hall of Fame sedan 2001. Han är också känd som "Master of the Telecaster".
Sedan 1950-talet har Burton medverkat på inspelningar och uppträtt med artister som Bob Luman, Dale Hawkins, Ricky Nelson, Elvis Presley, Johnny Cash, Merle Haggard, Glen Campbell, John Denver, Gram Parsons, Emmylou Harris, Jerry Lee Lewis, Claude King, Elvis Costello, Joe Osborn, Roy Orbison, Joni Mitchell, Vince Gill, Suzi Quatro och Allen "Puddler" Harris. James Burton fick uppdraget av Elvis Presley att sätta ihop den grupp som kom att kallas TCB-bandet (TCB = Taking Care of Business), bestående av musiker som Glen D. Hardin (piano), Ronnie Tutt (trummor), Jerry Scheff (bas) och John Wilkinson (Rytmgitarr).
James Burton har ett antal gånger varit i Sverige på turné med The Cadillac Band (TCB), först 2006, sedan 2007 och senast 2017.
James Burton blev invald i Radio Nostalgi Hall of Fame den 2 juli 2013.